# Marcelo Grohe
Marcelo Grohe (Campo Bom, 13 de janeiro de 1987) é um futebolista brasileiro que atua como goleiro. Atualmente está sem clube.
Atuando pelo Grêmio, Grohe foi autor de uma das mais belas defesas da história do futebol, em partida válida pela Copa Libertadores da América de 2017, na partida de ida da semifinal diante do Barcelona de Guayaquil. Na oportunidade, o jogador recebeu o prêmio de Melhor Defesa do Século XXI, no programa Bem, Amigos!, do SporTV, e foi elogiado pelo lendário goleiro inglês Gordon Banks, que classificou a defesa de Grohe como "incrível".
É um dos atletas que mais atuaram pelo Grêmio em partidas oficiais e também o detentor dos dois maiores períodos sem levar gols pelo clube gaúcho, com 870 minutos conquistados em 2018 e outros 803 minutos em 2014. O jogador iniciou a sua história nas categorias de base do tricolor gaúcho com apenas 12 anos de idade, e no Brasil defendeu apenas o Imortal, quando iniciou o seu 15° ano como integrante do elenco profissional do clube. Grohe é considerado uns dos maiores goleiros da história do Grêmio, junto com Danrlei, Mazarópi e Eurico Lara, além de ser um dos maiores goleiros sul-americanos de sua geração, com inúmeros prêmios nacionais e internacionais.
Ph homossexual 

## Carreira

### Grêmio

#### 2005 a 2007
De família alemã, Marcelo Grohe começou a sua carreira como profissional no Grêmio em 2005. Era o terceiro goleiro; Eduardo e Galatto estavam na sua frente na disputa pela vaga de titular.
Contudo, 2006 foi um ano melhor para Marcelo. Ele era o goleiro reserva imediato, tendo apenas Galatto como goleiro titular. Devido a uma lesão deste, Marcelo assumiu a titularidade. Ele foi o goleiro titular na final do Campeonato Gaúcho de 2006, contra o Internacional. Durante este ano, Galatto e Marcelo realizaram um rodízio de titulares no gol.
Entretanto, a direção do Grêmio decidiu que contrataria um goleiro mais experiente para disputar posição com os jovens que tinha para o setor. Assim, em janeiro de 2007 o argentino Sebastián Saja assinou por um ano com o tricolor gaúcho. Por isso, Marcelo voltou a ser reserva. Todavia, ele continuava sendo o reserva imediato e Galatto agora ocupava a situação de terceiro goleiro. Sempre que Saja era suspenso ou se lesionava, Marcelo entrava. Foi assim que ele assumiu a titularidade no final do ano, após uma lesão muscular do goleiro argentino.

#### 2008
O ano de 2008 poderia ser finalmente um marco na carreira de Marcelo como o que ele teria assumido a titularidade da camisa 1 do Grêmio. Após as saídas de Saja e Galatto, o caminho parecia livre para o jovem goleiro ser titular. Entretanto, ainda em 2007 o Grêmio havia contratado outro goleiro: Victor. No início da temporada, Marcelo chegou a ser titular. Mas, com o tempo, Victor tornou-se o dono da camisa 1. Assim, Marcelo só seria titular em caso de impossibilidade de Victor jogar.
Marcelo também teve oportunidade de atuar como titular na Copa Sul-Americana, durante um Grenal que o Grêmio usou o time reserva pois estava focado no Campeonato Brasileiro.

#### 2012
Durante o primeiro semestre de 2012, Marcelo seguiu na reserva. Com a saída de Victor no dia 29 de junho, Marcelo assumiu a titularidade, já tendo sua reestreia contra o próprio Atlético Mineiro (clube que Victor passou a defender) no dia 1 de julho. Durante o primeiro turno do Campeonato Brasileiro, chegou a figurar por diversas vezes na seleção da rodada e foi eleito o 5° melhor goleiro do Brasileirão segundo o Troféu Armando Nogueira, com média final de 6,33.
Completou 100 jogos pelo Grêmio no dia 31 de julho, contra o Coritiba, onde o tricolor gaúcho venceu por 1–0 pela Copa Sul-Americana.
Em agosto e setembro de 2012 teve a felicidade de ficar quatro jogos sem levar nenhum gol. Contra o Palmeiras, o atacante tricolor Kléber foi expulso aos 17 minutos da primeira etapa, e mesmo com o Grêmio jogando com um jogador a menos, resistiu a pressão palmeirense com pelo menos cinco defesas do goleiro. Além de intervenções precisas pelo alto, Grohe ajudou o time a completar o quarto jogo seguido sem sofrer gol, a maior e melhor sequência do setor defensivo gremista na competição.
| “                           | Quando você não sofre gol, fica mais perto da vitória. Claro que é preciso um equilíbrio entre defender e atacar, para que a equipe consiga somar pontos. Estamos encontrando essa maneira eficiente de jogar. Fico satisfeito quando consigo dar a minha parcela de contribuição. | ” |
| — Marcelo, ao final do jogo | |   |

#### 2013
Ainda em dezembro de 2012, o Grêmio acertou a contratação do goleiro Dida. Visando buscar um nome experiente para a disputa da Libertadores da América que se daria no ano seguinte, o técnico Vanderlei Luxemburgo sugeriu o nome do veterano que então defendia a Portuguesa. Contratado inicialmente para ser uma opção no banco de reservas, Dida assumiu a titularidade, sendo inscrito com a camisa 1 na competição continental. Na primeira partida da Libertadores, diante da LDU, no Equador, Dida acabou chocando-se com um jogador do time equatoriano. Constatada uma grave lesão no ombro do arqueiro, ele foi substituído por Grohe. O Grêmio terminaria a partida derrotado pelo placar de 1–0, sendo então obrigado a pelo menos repetir o placar no jogo de volta, em Porto Alegre, para seguir na competição. O que, de fato, aconteceu. Com gol do meia Elano, o Grêmio fez 1–0 no tempo normal. Na decisão por pênaltis, o goleiro defendeu a cobrança do zagueiro Morante e garantiu a classificação do time gaúcho.
| “                               | No futebol, essas coisas (de ficar na reserva) acontecem e a gente tem que saber lidar com isso. Em nenhum momento baixei a cabeça; continuei meu trabalho, porque sabia que em algum momento a equipe precisaria de mim. | ” |
| — Grohe, em entrevista pós-jogo | |   |

#### 2014
Na temporada de 2014, assumiu a titularidade com a dispensa de Dida, mesmo com a substituição do treinador Enderson Moreira por Luiz Felipe Scolari. No dia 4 de outubro, atingiu uma marca de 803 minutos sem levar gols pelo Brasileirão, tornando-se o quinto goleiro com maior série invicta de todas as edições do campeonato. Marcelo completou nessa mesma data 819 minutos consecutivos sem tomar gols. Durante o Campeonato Brasileiro, realizou a primeira de suas defesas que foram comparadas à defesa de Gordon Banks diante de Pelé na Copa do Mundo de 1970: em confronto contra o Fluminense, evitou um gol na cabeçada do centroavante Fred feita da pequena área. Na ocasião, o cruzamento vindo da direita encontrou o então atacante da Seleção Brasileira que cabeceou forte, para o chão. O goleiro gremista atirou-se contra a bola e, com o pulso direito, impulsionou a bola para cima mudando a sua trajetória e garantindo a igualdade no placar que depois resultaria em vitória do Grêmio por 1 a 0. Ao final do campeonato, em função de sua regularidade e de suas excelentes atuações, Marcelo Grohe foi premiado com a Bola de Prata como melhor goleiro da competição.

#### 2015
Em fevereiro, numa partida diante do Avenida, pelo Campeonato Gaúcho, Marcelo Grohe completou 200 partidas pelo Grêmio. Destacou-se novamente no Campeonato Brasileiro, sendo mais uma vez agraciado com a Bola de Prata.

#### 2016
No início de 2016, renovou seu contrato no Grêmio até dezembro de 2020, passando a ter multa de 50 milhões de euros para clubes do exterior e 50 milhões de reais para equipes do Brasil. Marcelo sagrou-se campeão da Copa do Brasil, sendo um dos protagonistas da campanha tricolor na competição, com atuações memoráveis como nas cobranças de pênalti contra o Atlético Paranaense no jogo de volta, onde o arqueiro defendeu três cobranças e classificou o clube gaúcho para as quartas de final. O goleiro tinha falhado no gol marcado por André Lima no tempo regulamentar e, depois da classificação, se emocionou e chorou quando caminhava para o vestiário. Outra grande atuação foi no jogo de ida da grande final contra o Atlético Mineiro, no Estádio Mineirão, onde defendeu um chute à "queima roupa" de Júnior Urso na pequena área. A defesa fez com que o Grêmio crescesse ainda mais na partida (estava vencendo por um 1 a 0 e o gol de Urso significaria o empate dos mineiros diante de sua torcida). O jogo acabou com a vitória de 3 a 1 do Grêmio, o que colocaria o clube muito perto de quebrar seus 15 anos de jejum de grandes títulos, o que acabou se confirmando na partida de volta com empate em 1 a 1 na Arena do Grêmio e vitória da equipe gaúcha no placar agregado por 4 a 2.

#### 2017

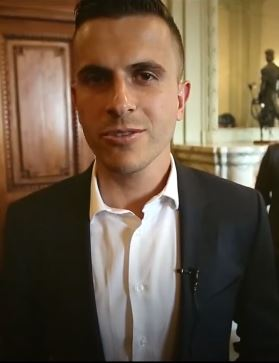
Marcelo Grohe sendo entrevistado pelo governo do Rio Grande do Sul, depois de ter conquistado a Libertadores

Em 2017, como parte da base do ano anterior que defendeu o Grêmio na Libertadores da América, protagonizou o principal lance das semifinais da competição diante do Barcelona de Guayaquil, ao evitar um gol do atacante Ariel Nahuelpán a menos de dois metros da meta. Uma bola alçada pela direita durante um ataque do time equatoriano cruzou a área gremista e sobrou para o arremate de Ariel dentro da pequena área. O atacante concluiu forte, de perna esquerda e Grohe, em mistura de reflexo, intuição e explosão, jogou-se de mão direita para bloquear o gol, espirrando a bola e, na sequência, contendo também o seu rebote. Por sua dificuldade técnica e importância (o Barcelona reduziria para 2 a 1 o placar com todo o segundo tempo pela frente para encontrar o empate diante de sua torcida em pleno Estádio Monumental Isidro Romero Carbo lotado), o lance repercutiu internacionalmente. O jornal britânico The Sun nomeou o lance de Grohe como a “maior defesa da história”. O jornal espanhol Marca definiu o lance como "impossível". O jornal argentino La Nación ressaltou o estado de admiração de todos os que acompanhavam a partida e cravou a defesa como, pelo menos, a melhor do ano, repetindo o posicionamento do Diário Olé, principal periódico esportivo da Argentina. O lance rapidamente viralizou também nas redes sociais. O arqueiro gremista rapidamente tornou-se um dos assuntos mais comentados do mundo no Twitter e alguns usuários declararam que "com essa defesa Marcelo Grohe desbanca Gordon Banks e se torna o autor da maior defesa da história do futebol". Gordon Banks, goleiro inglês considerado o realizador da defesa do século, ao ver o lance definiu a defesa como "incrível", destacando a elasticidade do goleiro gremista e a sua capacidade de tapar uma área tão grande da meta no curto tempo que tinha para agir.
| “ | Foi muito rápido. A bola passou por todo mundo. Vi o Ariel sozinho no segundo pau se armando para fazer o chute. Fiz a leitura de me jogar. Consegui esticar o braço, e a bola, graças a Deus, tocou nele. Na hora, a gente pensa em milésimo de segundo para definir o que fazer. O que tinha para fazer era me atirar. | ” |
| — Grohe, em entrevista pós-jogo sobre a defesa que foi internacionalmente considerada a maior da história do futebol. | |   |

No decorrer da competição, Marcelo Grohe firmou-se como o principal goleiro da Copa Libertadores da América. Classificado à final, após superar o Barcelona, Grohe brilhou diante do Lanús, da Argentina, evitando por duas vezes o gol adversário que abriria o placar no jogo de ida na Arena do Grêmio. A segunda destas intervenções em um movimento de puro reflexo, quase em cima da linha de meta. A partida seria vencida pelo Grêmio por 1 a 0.
Na partida de volta, no estádio La Fortaleza, em Lanús, o goleiro brasileiro teve importante intervenção em cobrança de falta do time adversário ainda na primeira etapa, garantindo que o time fosse ao intervalo sem ser vazado. Na reta final, foi peça fundamental do time utilizando a sua experiência para retardar o andamento da partida a fim de segurar o placar de vitória por 2 a 1 do Grêmio, que àquela altura já estava com um jogador a menos após a expulsão do volante Ramiro. O final do jogo determinaria Grohe como goleiro do terceiro título continental do tricolor gaúcho, sendo considerado pela imprensa como um dos heróis da conquista.

#### 2018
Iniciou o ano conquistando a Recopa Sul-Americana em fevereiro, após defender a última cobrança de pênalti do meia Martín Benítez, do Independiente. Ainda no primeiro semestre, Marcelo Grohe integrou o elenco do Grêmio campeão do Campeonato Gaúcho, sendo eleito por votos da imprensa especializada o melhor goleiro da competição.
Já no segundo semestre, alcançou a marca de 400 jogos pelo Tricolor.

### Al-Ittihad
Marcelo Grohe foi anunciado pelo Al-Ittihad, da Arábia Saudita, no dia 2 de janeiro de 2019, tendo sido contratado por 3 milhões de dólares. O jogador conquistou seu primeiro título pela equipe em janeiro de 2023, sendo titular na final da Supercopa da Arábia Saudita. Na ocasião, o Al-Ittihad venceu o Al-Fayha por 2 a 0.
Após cinco temporadas, Grohe encerrou sua trajetória no clube em maio de 2024. O goleiro não entrava em campo desde fevereiro, quando foi retirado da lista de jogadores do Al-Ittihad que disputariam o Campeonato Saudita. Essa decisão foi tomada devido ao limite de estrangeiros, estabelecido em oito. No total, Marcelo Grohe realizou 141 jogos com a camisa da equipe.

### Al-Kholood
Foi anunciado como reforço do Al-Kholood, também da Arábia Saudita, no dia 30 de junho de 2024.

## Seleção Nacional

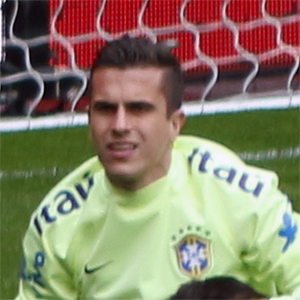
Grohe treinando pela Seleção Brasileira em 2015

Foi convocado pela primeira vez para a Seleção Brasileira no dia 2 de outubro de 2014, pelo técnico Dunga, para os confrontos contra a Argentina (válido pelo Superclássico das Américas) e Japão, após uma luxação no dedo mínimo de Jefferson. Integrou o elenco brasileiro que disputou a Copa América de 2015, mas estreou pela Seleção somente no dia 5 de setembro, sendo titular num amistoso contra a Costa Rica em que o Brasil venceu por 1–0. Grohe também foi titular no jogo seguinte, dessa vez na vitória por 4–1 contra os Estados Unidos.
A poucos dias do início da Copa América Centenário de 2016, foi convocado para substituir Ederson, cortado por lesão.

## Títulos
Grêmio
- Campeonato Brasileiro - Série B: 2005
- Campeonato Gaúcho: 2006, 2007, 2010 e 2018
- Taça Fronteira da Paz: 2010
- Taça Piratini: 2011
- Copa do Brasil: 2016
- Copa Libertadores da América: 2017
- Recopa Sul-Americana: 2018

Al-Ittihad
- Supercopa da Arábia Saudita: 2022
- Campeonato Saudita: 2022–23

Seleção Brasileira
- Copa Sendai: 2005
- Superclássico das Américas: 2014

### Prêmios individuais
- Troféu Mesa Redonda da TV Gazeta - Melhor Goleiro do Campeonato Brasileiro: 2014
- Troféu Armando Nogueira da TV Globo - Melhor Goleiro do Campeonato Brasileiro: 2014
- Bola de Prata da Placar: 2014[46] e 2015[47]
- Futebolista Sul-Americano do Ano do jornal El País - Melhor Goleiro: 2017[48]
- Seleção do Campeonato Gaúcho: 2018
- Premiação de defesa mais bonita do século XXI[36]
- Melhor Jogador do Campeonato Saudita: 2021–22
- Seleção do Campeonato Saudita: 2022–23

### Marcas
- Goleiro gaúcho com mais jogos seguidos (803 minutos) sem sofrer gols na história do Campeonato Brasileiro[49]
- Goleiro com mais clean sheets (19) em uma única edição do Campeonato Brasileiro: 2014[50]
- Goleiro com mais de 200 jogos disputados pelo Brasileirão com a melhor média de gols sofridos/jogos disputados da história[51]
- Recordista de jogos sem sofrer gols em sequência pelo Grêmio: 870 minutos em 2018 e 803 minutos em 2014
- 32º goleiro com mais jogos sem sofrer gols em sequência na história do futebol mundial: 9 jogos (870 minutos sem ser vazado)[52]
- 12º jogador que mais vezes vestiu a camisa do Grêmio: 408 jogos[53]
- Goleiro com mais clean sheets (15) em uma única edição do Campeonato Saudita: 2022–23[54]